# Breekpunt (ABN)
Breekpunt is een Nederlandstalige single van de Belgische band ABN uit 2001.
Het tweede nummer op de single was Wie A Zegt....
Het nummer verscheen op het album Nachtschade.

## Meewerkende artiesten
- Muzikanten:
  - DJ Damented (schratches)
  - Popol (rap)
  - Quinte Ridz (rap)